# Сухе Батор (град)
Вижте пояснителната страница за други значения на Сухе Батор.
Сухе Батор (на монголски: Сүхбаатар) е град в Монголия, административен център на аймак Селенге. Наименуван е на монголския народен герой Сухе Батор.

## История
Разположен е на десния бряг на река Орхон, близо до нейното вливане в Селенга, на 311 километра северно от столицата Улан Батор, на 9 километра южно от границата с Русия (сгт. Наушки, Бурятия). Населението на града е 22 741 души (по приблизителна оценка от края на 2017 г.).
Селището е основано през 1920 г. Придобива статут на град през 1940 г.

## Икономика и транспорт
В града се намира най-северната гара на Трансмонголската железопътна линия. Има кибритена фабрика, домостроителен комбинат, развити са занаяти. Ветеринарна и зоотехническа станция. Ветеринарен техникум.